# How Will I Know
How Will I Know is een nummer van de Amerikaanse zangeres Whitney Houston. Dit was de derde single van haar album "Whitney Houston" uit 1985. Op 3 juni dat jaar werd het nummer eerst in de VS en Canada op single uitgebracht. Op 22 november volgden Europa, Australië en Nieuw-Zeeland. 
De videoclip is opgenomen in Londen en won de prijs voor beste vrouwelijke video bij de MTV Video Music Awards.

## Hitnoteringen

### Nederlandse Top 40
| Hitnotering: 01-03-1986 t/m 12-04-1986 | Hitnotering: 01-03-1986 t/m 12-04-1986 | Hitnotering: 01-03-1986 t/m 12-04-1986 | Hitnotering: 01-03-1986 t/m 12-04-1986 | Hitnotering: 01-03-1986 t/m 12-04-1986 | Hitnotering: 01-03-1986 t/m 12-04-1986 | Hitnotering: 01-03-1986 t/m 12-04-1986 | Hitnotering: 01-03-1986 t/m 12-04-1986 | Hitnotering: 01-03-1986 t/m 12-04-1986 |
| Week:                                  | 1                                      | 2                                      | 3                                      | 4                                      | 5                                      | 6                                      | 7                                      |                                        |
| -------------------------------------- | -------------------------------------- | -------------------------------------- | -------------------------------------- | -------------------------------------- | -------------------------------------- | -------------------------------------- | -------------------------------------- | -------------------------------------- |
| Positie:                               | 35                                     | 26                                     | 17                                     | 16                                     | 15                                     | 19                                     | 24                                     | uit                                    |

### Nationale Hitparade
| Hitnotering (week 1 t/m 8): 22-02-1986 t/m 12-04-1986 Hitnotering (week 9): 18-02-2012 | Hitnotering (week 1 t/m 8): 22-02-1986 t/m 12-04-1986 Hitnotering (week 9): 18-02-2012 | Hitnotering (week 1 t/m 8): 22-02-1986 t/m 12-04-1986 Hitnotering (week 9): 18-02-2012 | Hitnotering (week 1 t/m 8): 22-02-1986 t/m 12-04-1986 Hitnotering (week 9): 18-02-2012 | Hitnotering (week 1 t/m 8): 22-02-1986 t/m 12-04-1986 Hitnotering (week 9): 18-02-2012 | Hitnotering (week 1 t/m 8): 22-02-1986 t/m 12-04-1986 Hitnotering (week 9): 18-02-2012 | Hitnotering (week 1 t/m 8): 22-02-1986 t/m 12-04-1986 Hitnotering (week 9): 18-02-2012 | Hitnotering (week 1 t/m 8): 22-02-1986 t/m 12-04-1986 Hitnotering (week 9): 18-02-2012 | Hitnotering (week 1 t/m 8): 22-02-1986 t/m 12-04-1986 Hitnotering (week 9): 18-02-2012 | Hitnotering (week 1 t/m 8): 22-02-1986 t/m 12-04-1986 Hitnotering (week 9): 18-02-2012 | Hitnotering (week 1 t/m 8): 22-02-1986 t/m 12-04-1986 Hitnotering (week 9): 18-02-2012 | Hitnotering (week 1 t/m 8): 22-02-1986 t/m 12-04-1986 Hitnotering (week 9): 18-02-2012 |
| Week:                                                                                  | 1                                                                                      | 2                                                                                      | 3                                                                                      | 4                                                                                      | 5                                                                                      | 6                                                                                      | 7                                                                                      | 8                                                                                      |                                                                                        | 9                                                                                      |                                                                                        |
| -------------------------------------------------------------------------------------- | -------------------------------------------------------------------------------------- | -------------------------------------------------------------------------------------- | -------------------------------------------------------------------------------------- | -------------------------------------------------------------------------------------- | -------------------------------------------------------------------------------------- | -------------------------------------------------------------------------------------- | -------------------------------------------------------------------------------------- | -------------------------------------------------------------------------------------- | -------------------------------------------------------------------------------------- | -------------------------------------------------------------------------------------- | -------------------------------------------------------------------------------------- |
| Positie:                                                                               | 27                                                                                     | 20                                                                                     | 12                                                                                     | 12                                                                                     | 18                                                                                     | 24                                                                                     | 30                                                                                     | 42                                                                                     | uit                                                                                    | 100                                                                                    | uit                                                                                    |

### TROS Europarade
Hitnotering: 27-02-1986 t/m 22-03-1986. Hoogste notering: #10 (1 week).

### Vlaamse Ultratop 50
| Hitnotering: 22-06-1986 t/m 29-06-1986 | Hitnotering: 22-06-1986 t/m 29-06-1986 | Hitnotering: 22-06-1986 t/m 29-06-1986 | Hitnotering: 22-06-1986 t/m 29-06-1986 |
| Week:                                  | 1                                      | 2                                      |                                        |
| -------------------------------------- | -------------------------------------- | -------------------------------------- | -------------------------------------- |
| Positie:                               | 32                                     | 28                                     | uit                                    |

### NPO Radio 2 Top 2000
How Will I Know stond alleen in 1999 in de NPO Radio 2 Top 2000, op plek 1399.

## Versie van David Guetta, MistaJam en John Newman
In juli 2021 brachten de Franse dj David Guetta, Britse dj MistaJam en Britse zanger John Newman een interpolatie uit van het nummer onder de naam If You Really Love Me (How Will I Know). Het bereikte de 14e positie in de Tipparade van de Nederlandse Top 40.